# 1961 w nauce

## Nauki przyrodnicze i ścisłe

### Astronomia
- William Wilson Morgan – Nagroda Henry Norris Russell Lectureship przyznawana przez American Astronomical Society

### Matematyka
- sformułowanie twierdzenia Orego

## Nauki społeczne

### Ekonomia
- sformułowanie hipotezy Lindera dotyczącej handlu międzynarodowego

### Psychologia
- przeprowadzenie pierwszych eksperymentów Milgrama dotyczących autorytetu

## Technika
- W Massachusetts Institute of Technology skonstruowano pierwsze robotyczne ramię sterowane komputerowo[1].

## Nagrody Nobla
- Fizyka – Robert Hofstadter, Rudolf Mößbauer
- Chemia – Melvin Calvin
- Medycyna – György Békésy